# Бурмази (Берковићи)
Бурмази је насељено мјесто у општини Берковићи, у Републици Српској, Босна и Херцеговина. Према резултатима пописа становништва у Босни и Херцеговини из 2013. године, у насељу је пописано свега 5 становника.

## Становништво
| Демографија | Демографија | Демографија |
| Година      | Становника  | Становника  |
| ----------- | ----------- | ----------- |
| 1948.       | 538         |             |
| 1953.       | 513         |             |
| 1961.       | 434         |             |
| 1971.       | 379         |             |
| 1981.       | 319         |             |
| 1991.       | 369         |             |